# Slatina pri Ponikvi
Slatina pri Ponikvi je naselje v Občini Šentjur.